# Nigeria op de Olympische Zomerspelen 1960
Nigeria nam deel aan de Olympische Zomerspelen 1960 in Rome, Italië. Het was de laatste deelname als Britse kolonie. Twintig dagen na de slotceremonie in Rome werd het land onafhankelijk.

## Deelnemers en resultaten

### Atletiek
| Olympiër                                                                | Onderdeel                | Resultaat | Prestatie                                                                     |
| ----------------------------------------------------------------------- | ------------------------ | --------- | ----------------------------------------------------------------------------- |
| Jimmy Omagbemi                                                          | 100m (m)                 | DNS       | serie 4: niet gestart                                                         |
| Jimmy Omagbemi                                                          | 200m (m)                 | 61e       | serie 1: 3de in 26,2                                                          |
| Abdul Karim Amu                                                         | 400m (m)                 | 8e        | serie 8: 1ste in 46,8 kwartfinale 4: 3de in 46,6 halve finale 2: 4de in 46,74 |
| Jimmy Omagbemi Abdul Karim Amu Smart Akraka Adebayo Oladapo Adrian Amah | 4x100m (m)               | DSQ       | serie 2: 2de in 40,25 halve finale 1: gediskwalificeerd                       |
| John Oladipo Oladitan                                                   | verspringen (m)          | 15e       | kwalificatie groep B: 4de met 7,38m                                           |
| Samuel Igun                                                             | hink-stap-springen (m)   | 29e       | kwalificatie groep A: 10de met 14,74m                                         |
| Samuel Igun                                                             | hoogspringen (m)         | 28e       | kwalificatie: 28ste met 1,90m                                                 |
| Owen Okundaye                                                           | polsstokhoogspringen (m) | DNF       | kwalificatie: geen geldige poging                                             |

### Boksen
| Olympiër          | Onderdeel | Resultaat | Prestatie                                                          |
| ----------------- | --------- | --------- | ------------------------------------------------------------------ |
| Karimu Young      | -51kg (m) | 9e        | 1ste ronde: W van IRL McLean: 3-1 2de ronde: V van JPN Tanabe: 1-4 |
| Joseph Oboh Kalu  | -54kg (m) | 17e       | 1ste ronde: vrij 2de ronde: V van ESP Carbajo: 0-5                 |
| Joe Okezie        | -57kg (m) | 17e       | 1ste ronde: V van KOR Song: 2-3                                    |
| Whitfield Moseley | -69kg (m) | 17e       | 1ste ronde: vrij 2de ronde: V van ROU Neagu: 0-5                   |

Afghanistan · Argentinië · Australië · Bahama's · België · Bermuda · Birma · Brazilië · Brits-Guiana · Bulgarije · Canada · Ceylon · Chili · Colombia · Cuba · Denemarken · Duits eenheidsteam · Ethiopië · Fiji · Filipijnen · Finland · Frankrijk · Ghana · Griekenland · Groot-Brittannië · Haïti · Hongarije · Hongkong · Ierland · IJsland · India · Indonesië · Irak · Iran · Israël · Italië · Japan · Joegoslavië · Kenia · Libanon · Liberia · Liechtenstein · Luxemburg · Malakka · Malta · Marokko · Mexico · Monaco · Nederland · Nederlandse Antillen · Nieuw-Zeeland · Nigeria · Noorwegen · Oeganda · Oostenrijk · Pakistan · Panama · Peru · Polen · Portugal · Puerto Rico · Roemenië · San Marino · Singapore · Soedan · Sovjet-Unie · Spanje · Suriname · Taiwan · Thailand · Tsjecho-Slowakije · Tunesië · Turkije · Uruguay · Venezuela · Verenigde Arabische Republiek · Verenigde Staten · Vietnam · West-Indische Federatie · Zuid-Afrika · Zuid-Korea · Zuid-Rhodesië · Zweden · Zwitserland